# Aimé Forest
Aimé Forest (Rançon, 18 febbraio 1898 – Limoges, 20 marzo 1983) è stato un filosofo francese.
Docente all'università di Montpellier dal 1943, fu tra i più grandi studiosi francesi di Tommaso d'Aquino, cui dedicò una monografia (1923).